# Éditions de l'Olivier
Les Éditions de l'Olivier sont une maison d'édition française créée par Olivier Cohen et sise à Paris, 72, avenue de la République, dans le 11e Arrondissement. Cette maison d'édition a été créée en 1991 et elle est spécialisée dans la littérature française et étrangère. Depuis septembre 2022, la nouvelle directrice de la maison d'édition est Nathalie Zberro.

## Historique
En 2004, Nathalie Zberro rejoint la maison d'édition grâce à une recommandation du directeur de Verticales alors même qu'elle avait écrit une lettre à Olivier Cohen qu'il n'a finalement jamais lu. En 2018, Olivier Cohen lui propose de la faire directrice de la maison et c'est en septembre 2022 qu'elle est finalement nommée directrice de la maison d'édition. 
En 2017, la maison réalise un chiffre d'affaires de 1 813 700 €.

## Auteurs
- Richard Ford, Prix Fémina étranger 2013 pour Canada
- Jean-Paul Dubois, Prix Fémina 2004 pour Une vie française ; Prix Goncourt 2019 pour Tous les hommes n'habitent pas le monde de la même façon
- Florence Aubenas, Le Quai de Ouistreham, 2010 puis Ouistreham (film) d'Emmanuel Carrère de 2021